# Hainardia cylindrica
Hainardia cylindrica là một loài thực vật có hoa trong họ Hòa thảo. Loài này được (Willd.) Greuter mô tả khoa học đầu tiên năm 1967.